# Patric Pfeiffer
Patric Pfeiffer (* 20. August 1999 in Hamburg) ist ein deutsch-ghanaischer Fußballspieler. Er steht seit der Saison 2025/26 zum zweiten Mal in seiner Karriere beim SV Darmstadt 98 unter Vertrag.

## Privates
Seine Eltern sind Ghanaer und waren vor der Geburt ihrer Kinder nach Deutschland gekommen. Pfeiffer hält neben der deutschen auch die ghanaische Staatsangehörigkeit. Er wuchs als zweites von drei Kindern mit einer älteren Schwester und einem jüngeren Bruder im Hamburger Stadtteil Steilshoop auf. Er ist Christ und beschreibt sich als gläubigen Menschen.

## Karriere

### Verein

#### Anfänge in Hamburg
Pfeiffer trat in seiner Kindheit dem Bramfelder SV bei und wechselte 2013 in das Nachwuchsleistungszentrum des Hamburger SV. Beim HSV durchlief er ab der C-Jugend alle Nachwuchsmannschaften. In der Länderspielpause im September 2017 trainierte er unter Trainer Markus Gisdol erstmals mit der Profimannschaft. Anfang November 2017 erhielt der Innenverteidiger seinen ersten Profivertrag mit einer Laufzeit bis zum 30. Juni 2021. Die Wintervorbereitung in Jerez de la Frontera absolvierte er ebenfalls mit den Profis. In der Saison 2017/18 kam Pfeiffer hauptsächlich in der A-Jugend in der A-Junioren-Bundesliga zum Einsatz, für die er in dieser Spielzeit letztmals spielberechtigt war. Zudem spielte er Ende März 2018 in der zweiten Mannschaft in der viertklassigen Regionalliga Nord erstmals im Herrenbereich.
Zur Saison 2018/19 rückte Pfeiffer fest in den Profikader des HSV unter Trainer Christian Titz auf. Gleichzeitig stand er im Kader der zweiten Mannschaft. Bis zur Winterpause stand er weder unter Titz noch unter dessen Nachfolger Hannes Wolf im Spieltagskader eines Zweitligaspiels und war hinter Rick van Drongelen, David Bates, Léo Lacroix und Stephan Ambrosius der fünfte Innenverteidiger im Profikader. Stattdessen kam er 12-mal in der Regionalliga Nord zum Einsatz. Zwischenzeitlich fiel Pfeiffer wegen einer Schultereckgelenksprengung für zwei Monate aus. Das Wintertrainingslager absolvierte er erneut mit den Profis. Während Pfeiffer während der gesamten Saison zu keinem Einsatz bei den Profis kam, spielte er 22-mal in der Regionalliga Nord und erzielte zwei Tore.

#### SV Darmstadt 98
Zur Saison 2019/20 wechselte Pfeiffer zum Zweitligakonkurrenten SV Darmstadt 98, bei dem er einen Vertrag mit einer Laufzeit zunächst bis zum 30. Juni 2022 unterschrieb. Er debütierte unter dem Cheftrainer Dimitrios Grammozis am 15. Spieltag als Einwechselspieler in der 2. Bundesliga. Im weiteren Saisonverlauf kam er auf sechs weitere Einsätze (zweimal von Beginn), in denen er ein Tor erzielte. Anfang Februar 2021 verlängerte er seine Vertragslaufzeit vorzeitig bis 2023. In der Saison 2020/21 kam er unter Markus Anfang auf 18 Zweitligaeinsätze und erreichte mit der Mannschaft Platz 7. Zum Ende der Saison verpasste er sechs Partien wegen eines Syndesmosebandanrisses.
Die ersten beiden Partien der Saison 2021/22 verpasste er wegen einer Corona-Virus-Infektion. In der Saison absolvierte Pfeiffer unter dem neuen Cheftrainer Torsten Lieberknecht insgesamt 31 Ligaspiele – allesamt in der Startaufstellung – und erzielte ein Tor. Das Team spielte lange um die Aufstiegsplätze in die Bundesliga mit, beendete die Saison aber hinter dem HSV auf dem vierten Platz. Der Kicker bewertete die Leistungen des 22-Jährigen Innenverteidigers Pfeiffer hinter Kō Itakura, seinem Teamkollegen Thomas Isherwood und Miloš Veljković als Herausragend.
In der Saison 2022/23 gelang schließlich der Aufstieg in die Bundesliga. Pfeiffer steuerte dazu in 24 Einsätzen (20-mal in der Startelf) 4 Tore bei.

#### FC Augsburg und Leihstationen
Zur Saison 2023/24 wechselte Pfeiffer zum Bundesligakonkurrenten FC Augsburg und unterschrieb dort einen Vertrag bis 30. Juni 2027. Er kam unter Enrico Maaßen und dessen Nachfolger Jess Thorup allerdings nur auf 11 Ligaeinsätze (4-mal in der Startelf). Im August 2024 wurde Pfeiffer von den Berner Young Boys als "Verstärkung" ausgeliehen. Der Leihvertrag beinhaltete eine Kaufoption. Seinen einzigen Einsatz für die Profimannschaft absolvierte der Innenverteidiger wenige Tage nach seiner Verpflichtung unter Patrick Rahmen im Schweizer Cup, bei welchem er sich am Oberschenkel verletzte. Nach der Genesung kam er nur noch zu einem kurzen Teileinsatz in der Meisterschaft. Unter dem Interimstrainer Joël Magnin und dessen Nachfolger Giorgio Contini spielte Pfeiffer keine Rolle. Er spielte noch 2-mal für die U21 in der drittklassigen Promotion League.
Anfang Februar 2025 wurde die Leihe daher vorzeitig wieder beendet und Pfeiffer bis zum Saisonende an den deutschen Zweitligisten 1. FC Magdeburg weiterverliehen. Hier traf er wieder auf den Cheftrainer Christian Titz, der ihn schon beim HSV trainiert hatte. Er absolvierte 8 Ligaspiele (2-mal in der Startelf).

#### Rückkehr nach Darmstadt
Zur Saison 2025/26 kehrte Pfeiffer nicht mehr nach Augsburg, sondern zum SV Darmstadt 98 zurück, der seit 2024 wieder in der 2. Bundesliga spielte.

### Nationalmannschaft
Pfeiffer absolvierte zwischen April und Mai 2017 zwei Spiele für die deutsche U18-Auswahl. Im November 2017 sowie im April 2018 stand er bei zwei Freundschaftsspielen der U19-Auswahl auf dem Feld.
Im Juli 2022 gab der ghanaische Fußballverband bekannt, dass Pfeiffer künftig für die ghanaische Nationalmannschaft spielen werde.

## Erfolge
- Aufstieg in die Bundesliga: 2023 (SV Darmstadt 98)